# Chimarrogale hantu
Chimarrogale hantu е вид бозайник от семейство Земеровкови (Soricidae). Видът е почти застрашен от изчезване.

## Разпространение
Разпространен е в Малайзия.